# Авраамий (Чурилин)
Епископ Авраамий (в миру Адриан Алексеевич Чурилин; 20 августа [1 сентября] 1867, село Морки, Царевококшайский уезд, Казанская губерния — 12 января 1938, Архангельск) — епископ Русской православной церкви, епископ Пензенский и Саранский.

## Биография
Родился 20 августа (1 сентября) 1867 года в селе Морки Царевококшайского уезда Казанской губернии (ныне районный центр в республике Марий Эл), 22 августа крещён в местном Богоявленском храме священником Василием Преображенским.
В 1889 году, в возрасте 14 лет, отдан на воспитание в Иоанновский монастырь в Казани, а в 1890 году был принят в Казанскую учительскую семинарию, чему способствовало хорошее знание им марийского языка.
С 15 августа 1894 по 1 сентября 1895 года нёс послушание учителя пения в школе Братства святителя Гурия при Михаило-Архангельском мужском монастыре, находившемся в Козьмодемьянском уезде Казанской губернии.
Его способности к церковному пению были отмечены, и 1 сентября 1895 года директор Казанской учительской семинарии Николай Бобровников направил Адриана Чурилина «для пополнения знаний» в Москву в Синодальное училище церковного пения, где он обучался до 1 октября 1896 года. Одновременно окончил консерваторию.
Затем, до 28 января 1900 года, работал в Москве учителем пения в Харитоньевском начальном училище и Долгоруковском городском ремесленном училище.
27 февраля (11 марта) 1900 года был рукоположён в сан диакона, однако за недостатком вакансий, ему пришлось поступить на должность псаломщика в Благовещенский собор в Казани. 7 июня того же года переведён на должность псаломщика в Духосошественскую церковь.
14 сентября того же года назначен протодиаконом в Спасо-Преображенский женский монастырь в Казани.
С 1 ноября того же года служил в Феодоровском женском монастыре.
С 27 июля 1901 года служил в Крестовоздвиженской церкви при Казанском университете.
С 8 октября 1903 года служил в Благовещенском соборе Казани.
После кончины супруги Екатерины Кондратьевны 23 февраля 1905 года поступил в число братии Троице-Сергиевой лавры.
15 апреля 1907 года был переведён в Почаевскую Свято-Успенскую лавру Волынской епархии, где 7 июня того же года пострижен в монашество с именем Авраамий, а 10 июня возведён в сан архидиакона. Ему было определено место заведующего лаврским архиерейским хором.
5 мая 1909 года переведён в Александро-Невскую лавру, 6 мая награждён орденом святой Анны третьей степени, 13 марта 1912 года назначен на должность уставщика Лавры.
17 января 1917 года назначен ризничим и членом Духовного собора Александро-Невской лавры.
25 февраля 1917 года в Петропавловском соборе Санкт-Петербурга архиепископом Финляндским и Выборгским Сергием (Страгородским) был рукоположён в сан иеромонаха. На следующий день в Крестовой церкви митрополичьего дома митрополитом Санкт-Петербургским Питиримом (Окновым) был возведён в сан архимандрита.
28 июня 1917 года участвовал во вскрытии и освидетельтвовании мощей Александра Невского в соответствии с секретным словесным определением Синода.
С 4 августа 1917 по 15 февраля 1918 года был помощником председателя временного присутствия Духовного собора Лавры.
С 21 декабря 1917 по 27 января 1918 годы на архимандрита Авраамия как на помощника председателя Духовного собора Лавры было возложено временное исполнение должности наместника.
С марта 1918 по сентябрь 1919 года был членом хозяйственного управления Лавры.
С 22 февраля 1920 года был членом приходского совета лаврских церквей.
По воспоминаниям Сампсона (Сиверса):

Александро-Невская Лавра!!! Монахи — красавцы, изумительно-отчеканенные дикции, чтецы непревзойдённые! Собраны со всей России. Очень редкие голоса, абсолютные октавы! А священник Авраамий [Чурилин]! Он священномученик — архидиакон Александро-Невской Лавры! Это была изумительная красота. Он славился своим голосом, он был выше Шаляпина. А когда он читал Евангелие — это было что-то неземное, бархатный бас и дикция Авраамия

В 1922 году, помимо Александро-Невской лавры, совершал богослужения и в Иоанновском монастыре Петрограда, где был погребён почитаемый им Иоанн Кронштадтский.
Покинул Александро-Невскую лавру после её перехода в руки обновленцев. 5 декабря 1922 года епископ Петергофский Николай (Ярушевич) подписал документ об увольнении архимандрита Авраамия в отпуск за пределы Петроградской епархии.
В январе 1923 года уехал в Рязань; около полутора лет совершал богослужения на дому, не служа на приходах.
В 1924 году поехал на приём к Патриарху Тихону и там встретил делегацию верующих из города Коврова Владимирской губернии, просивших себе священника. Находившийся в это время в Москве епископ Владимирский и Звенигородский Николай (Добронравов) по благословению Патриарха определил архимандрита Авраамия на должность священника в Ковров.
В феврале 1926 года Заместитель Патриаршего Местоблюстителя митрополит Нижегородский Сергий (Страгородский) вызывает его в Нижний Новгород, где 7 марта того же года состоялась его хиротония во епископа Сызранского, викария Ульяновской епархии.
Боролся с обновленчеством. В «обращении Чувашского епархиального управления в НКВД Чувашской АССР об ограничении регистрации религиозных общин тихоновской ориентации» от 4 января 1927 года чувашский обновленческий епископ Тимофей (Зайков) просил Наркомат внутренних дел «не принимать на регистрацию те религиозные общины, в которых значатся и будут значиться чуждые Чувашской епархии епископы тихоновской ориентации», в числе которых был назван и епископ Авраамий. В том же месяце епископ Тимофей (Зайков) сообщал в Административный отдел НКВД, что «не перестают вмешиваться в дела Чувашской епархии чуждые последней епископы: Афанасий Спасский (проживает в г. Казани), Авраамий Сызранский, Иоаким Алатырский, имея целью окончательно аннулировать ненавистную им, как русским по происхождению, Чувашскую епархию» (на самом деле епископ Авраамий был марийцем).
10 мая 1928 года, согласно прошению, освобождён от управления викариатством.
19 сентября 1928 года назначен епископом Нолинским, викарием Вятской епархии.
С 20 октября 1928 года — епископ Скопинский, викарий Рязанской епархии.
Протоиерей Анатолий Правдолюбов так вспоминал о епископе Авраамие:

Нередко служил тогда в Рязани благостный Архипастырь, весь белый, с огромной бородою — бывший Архидиакон Александро-Невской лавры <…> — епископ Скопинский Авраамий. Когда он благословлял или помазывал освященным елеем, то несколько варьировал благословляющие слова, каждому говоря очевидно то, что ему больше подходит. Мне он говорил: «Просвети, Господи, и умудри». У него был прекрасный голос — бас, но ещё прекраснее, видимо, было его духовное устроение, что сказалось в одном исключительном событии, рассказанном мне скопинцами впоследствии <…>. Был какой-то большой праздник. Владыка стоял на кафедре, по обеим сторонам которой предстояло духовенство. Внезапно налетела грозовая туча, и ударила в церковный купол молния. Она прошла в землю через люстру и через стоявшего близ люстры батюшку, расплавив на нём крест и разорвав сапог на одной ноге. Батюшка был убит молнией мгновенно, а весь остальной сонм упал на землю и лежал без сознания несколько минут. Когда очнулись все, Владыка Аврамий сказал неожиданно для многих следующее: «Один лишь наш собрат был вполне готов к переходу туда, а нам надлежит ещё приготовиться покаянием».

16 июля 1930 года направил Заместителю Патриаршего Местоблюстителя митрополиту Нижегородскому Сергию (Страгородскому) письмо с просьбой о почислении на покой: «С глубокой скорбью вынуждаюсь ходатайствовать пред Вашим Высокопреосвященством о снятии с меня послушания по управлению вверенным моему недостоинству Скопинским викариатством Тульской епархии с увольнением на покой вследствие болезненного состояния моего, а также отсутствия возможности выплачивания государственного подоходного налога, значительно превышающего действительную сумму получаемых на моё содержание добровольных пожертвований». 30 июля того же года решением митрополита Сергия (Страгородского) и Временного Патриаршего Священного Синода при нём уволен на покой согласно прошению.
С 16 сентября 1931 года — епископ Марийский, викарий Нижегородской епархии.
На 1933 год, согласно данным, которые епископ Авраамий представил для своей официальной регистрации в Горьковском крайисполкоме, в подчинении епископа Марийского находились Горномарийский, Звениговский, Йошкар-Олинский, Мари-Турекский, Моркинский, Новоторъяльский, Оршанский, Сотнурский и Юринский районы.
19 июня 1934 года в связи с усвоением Заместителю Патриаршего Местоблюстителя митрополиту Сергию титула митрополита Московского и Коломенского написал поздравительное донесение на имя Временного Патриаршего Синода, где отмечал:

Усердно прошу Патриарший Священный Синод присоединить к общему хору приветствий и смиренный голос моего недостоинства и вверенной мне марийской паствы: «Его Блаженству, Блаженнейшему Сергию, митрополиту Московскому и Коломенскому, многая лета! „кугу курым лижы!!“». Указ из Патриархии об усвоении отличий по достоинству Патриаршему Заместителю принят духовенством и верующим народом Марийской епархии с большим восторгом сердечного чувства.
8 мая 1935 года назначен епископом Пензенским и Саранским, но не успел выехать из Йошкар-Олы, так как 23 мая был арестован и помещён во внутреннюю тюрьму НКВД по Марийской автономной области. Обвинялся по статье 58-10 Уголовного кодекса РСФСР в «пропаганде контрреволюционных монархических идей», устроении «тайных собраний верующих в честь монархистов-погромщиков» (имелись в виду отслуженные епископом Авраамием панихиды по Иоанну Кронштадтскому), призыве к молитве «о гибели советской власти» (так был расценен новогодний молебен, отслуженный 14 января 1935 года по дореволюционному чину в Вознесенском храме).
На допросах, проведённых 23 и 26 мая, 20 июля, 17 августа того же года, очных ставках 7 и 17 августа своей вины в контрреволюционной деятельности не признал, заявил о лояльности по отношению к советской власти, настаивал, что «новогодний молебен служился исключительно потому, чтобы отблагодарить Бога за прошедший год и попросить благословение Божие на предстоящий новый год», что «Иоанна Кронштадтского я считал и считаю великим подвижником благочестия и молитвенником. В эти панихиды я призывал верующих наряду с поминовением Иоанна Кронштадтского молиться и за своих умерших родственников».
Уволен на покой не позднее 23 сентября 1935 года, когда состоялась хиротония Феодора (Смирнова) во епископа Пензенского.
16 ноября 1935 года Особым совещанием при НКВД СССР епископ Авраамий был приговорён к трём годам ссылки в Северный край.
Проживал в Архангельске, где 15 декабря 1937 года был вновь арестован. На допросе категорически отверг все обвинения в контрреволюционной агитации. 4 января 1938 года приговорён к расстрелу тройкой УНКВД по Архангельской области 12 января расстрелян. Погребён в общей могиле, место которой неизвестно.